# Країна вогню
«Країна вогню» (англ. Fire Country) — американський драматичний телесеріал, створений Максом Тіріотом, Тоні Феланом і Джоан Рейтер і спродюсований Джеррі Брукгаймером для CBS. Прем'єра відбулася 7 жовтня 2022 року.
У січні 2023 року серіал продовжили на другий сезон. Прем'єра другого сезону відбулась 14 лютого 2024 року. 12 березня 2024 телесеріал було продовжено на третій сезон, прем'єра якого відбулась 18 жовтня 2024 року 21 лютого 2025 року CBS продовжив телесеріал на четвертий сезон.

## Сюжет
Боде Донован — молодий каторжник із неспокійним минулим. Сподіваючись викупити себе та скоротити термін ув'язнення, він добровольцем бере участь у програмі «Каліфорнійський табір охорони природи», у якій ув'язнені допомагають Департаменту лісового господарства та пожежної охорони Каліфорнії, відомому як Cal Fire. Зрештою його призначили до його рідного міста в Північній Каліфорнії, де він повинен працювати разом із колишніми друзями, іншими в'язнями та елітними пожежниками, гасячи величезні пожежі, які охоплюють регіон.

## Актори та персонажі

### Головний склад
- Макс Тіріот — Боде Донован (він же Боде Леоне)
- Кевін Алехандро — Менні Перез, батько Габрієлли та капітан команди проєкту Cal Fire, куди відправляють Боде.
- Джордан Калловей — Джейк Кроуфорд, колишнього хлопця Райлі та Габрієлли.
- Стефані Арсіла — Габрієлла Перез, дочка Менні.
- Джулз Латімер — Єва Едвардс, пожедник нпід командуванням Вінса.
- Даян Фарр — Шерон Леоне, дружина Вінса, мати Райлі, мати Боде Донована та начальник відділу пожежної охорони Каліфорнії.
- Біллі Бере — Вінс Леоне, батько Райлі, батько Боде Донована та начальник пожежного батальйону Каліфорнії.
- Зак Тінкер — Колін, скромний, чарівний й талановитий пожежник

### Повторюваний склад
- Майкл Трукко — Люк, брат Вінса
- Джейд Петтіджон — Райлі, померла дочка Вінса та Шерон, молодша сестра Боде, найкраща подруга Єви.
- Сабіна Ґадекі — Кара, колишньої дівчини Боде
- Ейпріл Ембер Телек — Доллі Бернет, тітка Боде
- Аарон Перл — вождь Полі Бернетт, дядько Боде
- Джаред Падалекі — Камден Кейсі
- Морена Баккарін — Міккі Фокс

## Список сезонів
| Сезон | Сезон | Епізоди | Оригінальна дата показу | Оригінальна дата показу |
| Сезон | Сезон | Епізоди | Прем'єра сезона         | Фінал сезона            |
| ----- | ----- | ------- | ----------------------- | ----------------------- |
|       | 1     | 22      | 6 жовтня 2022           | 19 травня 2023          |
|       | 2     | 10      | 16 лютого 2024          | 17 травня 2024          |
|       | 3     |         | 18 жовтня 2024          |                         |

## Виробництво

### Розробка
У листопаді 2021 року CBS оголосила, що розробляє серіал за участю Тіріота, Тоні Фелана та Джоан Рейтер. Потенційний серіал тоді був відомий як Cal Fire. У лютому 2022 року серійний пілот отримав зелене світло. Пілот був написаний Феланом і Рейтером, співавтором сценарію був Тіріот, а режисером став Джеймс Стронг. У травні 2022 року CBS підібрала серіал під назвою «Країна вогню». Тіа Наполітано виступила шоуранером серіалу. 19 жовтня 2022 року серіал отримав повне замовлення на сезон.

### Кастинг
У лютому 2022 року було оголошено, що Тіріот зніметься в серіалі. У березні 2022 року Берк і Алехандро отримали головні ролі в пілотному епізоді. Через кілька днів було оголошено, що Фарр, Колловей, Арсіла та Латімер з'являтимуться як постійні учасники серіалу. У вересні 2022 року було оголошено, що Трукко приєднається до шоу в повторюваній ролі. У січні 2023 року повідомлялося, що Зак Тінкер приєднався до акторського складу в нерозголошеній ролі.

### Зйомки
Зйомки серіалу почалися 21 липня 2022 року у Ванкувері, Канада, і планується продовжити до 5 квітня 2023 року. У серіалі використано сусіднє село Форт Ленглі, щоб зобразити вигадане місто Еджвотер у Північній Каліфорнії. Крім того, показові кадри для міста Еджвуд були зняті в Ріо-Делл, в окрузі Гумбольдт, Каліфорнія, де розгортається серіал.

## Трансляція
Прем'єра телесеріалу «Країна вогню» відбулася 7 жовтня 2022 року на CBS у США. Того ж дня він транслювався на Global Television Network у Канаді.
Міжнародна прем'єра серіалу відбулася в Португалії 20 грудня 2022 року на Fox, в Італії 8 січня 2023 року на Rai 2 та в Австралії 9 жовтня 2022 року та 11 січня 2023 року на Paramount+ Австралія та Network Ten відповідно.